# 阿瓜鲁纳人
阿瓜鲁纳人（Aguaruna），自称阿瓦洪人（Awajún），是厄瓜多尔以南安第斯山脉东麓的土著民族，主要分布于秘鲁北部。